# Philagra coomani
Philagra coomani är en insektsart som beskrevs av Victor Lallemand 1942. Philagra coomani ingår i släktet Philagra och familjen spottstritar. Inga underarter finns listade i Catalogue of Life.